# Horst Planert
Horst Planert (* 30. März 1927 in Erfurt; † 1. Mai 2012 in Saarbrücken) war ein deutscher Schwimmtrainer.

## Leben
Planert begann 1955 seine Trainertätigkeiten als Landestrainer des Saarländischen Schwimm-Bundes und war für seine seinerzeit ungewöhnlichen Trainingsmethoden bekannt. 
Er war Mitglied im Trainerrat des Deutschen Schwimm-Verbandes und später Ehrenmitglied der deutschen Schwimmtrainervereinigung. 1965 wurde er Bundestrainer des Deutschen Schwimm-Verbandes. Planert war technischer Leiter und Trainer an der 1969 gegründeten Schwimmschule Max Ritter in Saarbrücken. 1980 wurde er Cheftrainer des Deutschen-Schwimm-Verband. 1992 trat er in den Ruhestand.
Während seiner Laufbahn trainierte er Klaus Steinbach, Dagmar Rehak, Silke Pielen, Gudrun Beckmann, Karin Bormann, Jürgen Könneker, Rolf Klees und Angela Steinbach, die zahlreiche Rekorde erzielten und Medaillen bei Europa-, Weltmeisterschaften sowie Olympischen Spielen gewannen. Sein Nachlass ist im Saarländischen Sportarchiv, einer Abteilung des Landesarchivs Saarbrücken, überliefert.